# Manuel Vázquez Portal
Manuel Vázquez Portal (sinh năm 1951 tại Morón, tỉnh Ciego de Ávila, là nhà báo, nhà văn, nhà thơ người Cuba.
Từ năm 1984 tới 1993, ông đã đoạt 3 giải thưởng chính thức của Cuba. Năm 1995, ông bi trục xuất khỏi Hội Liên hiệp quốc gia các Nhà văn và Nghệ sĩ Cuba vì quan điểm bất đồng chính kiến của ông.
Ông đã bị giam tù trong cuộc đàn áp Mùa Xuân đen năm 2003. Ủy ban bảo vệ các nhà báo đã trao cho ông Giải Tự do Báo chí Quốc tế năm 2003.